# Центр Гетті
Центр Гетті (англ. Getty Center) — один з провідних художніх музеїв США, що знаходиться у Брентвуді на заході Лос-Анджелесу, штат Каліфорнія, США. У Пасіфік-Палісейдс знаходиться інша складова музейного комплексу, Вілла Гетті — музей скульптури й античний архітектурно-парковий комплекс.
Був створений трастовим фондом Пола Гетті. Крім Музею Гетті на його території розміщені Дослідний інститут Гетті, Інститут збереження предметів мистецтва Гетті, Фонд Гетті та Гетті-Траст.
Центр відкрився для відвідувачів 16 грудня 1997 року. Центр споруджено на вершині пагорба, з підніжжям якого він сполучений трьома фунікулерами. Центр відомий архітектурою своїх будівель, садами з експозицією скульптур та видами на місто Лос-Анджелес.
Центр Гетті спроектував американський архітектор Річард Меєр. У проект передбачено додаткові заходи безпеки, пов'язані з землетрусами та пожежами.

## Історія

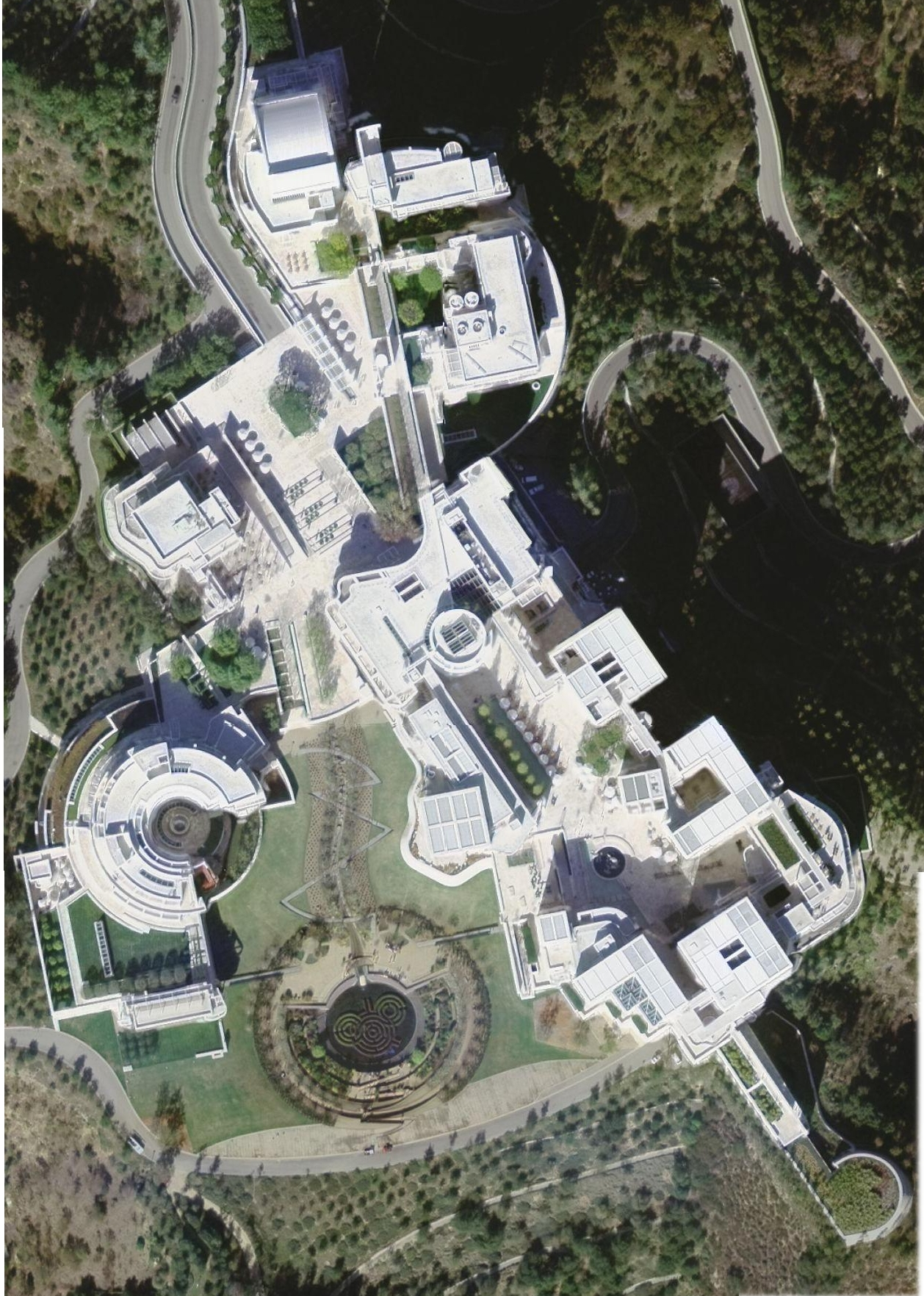
Вид зі супутника на Центр Гетті

1954 року Гетті відкрив музей образотворчих мистецтв у будинку Пасіфік-Пелісейдс в Лос-Анджелесі. 1974 року для збільшення музейної площі у тому ж районі було споруджено будинок в італійському стилі. Коли колекція знову перевищила можливості наявних будівель, Гетті-Траст придбав ділянку розміром близько 250 га в горах Санта-Моніки, з яких для будівництва було виділено 10 га, решта місцевості зберігалася в неторканому вигляді.
1984 року для будівництва центру було запрошено архітектора Річарда Меєра. Будівництво проходило зі зривом строків, тож замість 1988 року воно було завершене лише 1997 року. За наявними оцінками, початкова вартість зросла з $350 до $1,3 млрд. З відкриттям нового музею на старий комплекс у Пасифік-Пелисейдс було закрито на тривалу відбудову, яку було закінчено на початку 2006 року.

## Архітектура

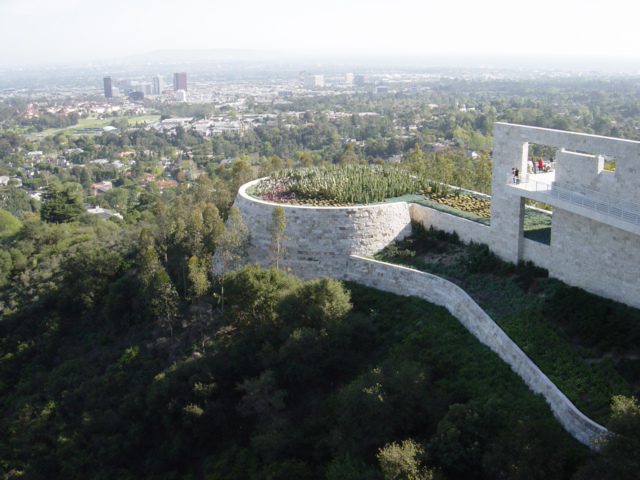
Сад Кактусів в південній частині Центру Гетті

Меєр використав для будівництва два природних гірських хребти, що розходяться під кутом 22,5°. Рівнолежно з одним з них було розташовано музейні будівлі, а з іншим — управлінські, що створило виражені лінії перспективи.
Будівлі центру споруджено з бетону та сталі з облицюванням з травертину або алюмінію. На місцевості розміщено декілька фонтанів. На відміну від початкового задуму, навколо водограїв установлено лавки й загородження, щоб не дати відвідувачам заходити у воду. Також додаткові зміни було проведено з метою підвищення доступності центру для людей зі зниженою мобільністю.

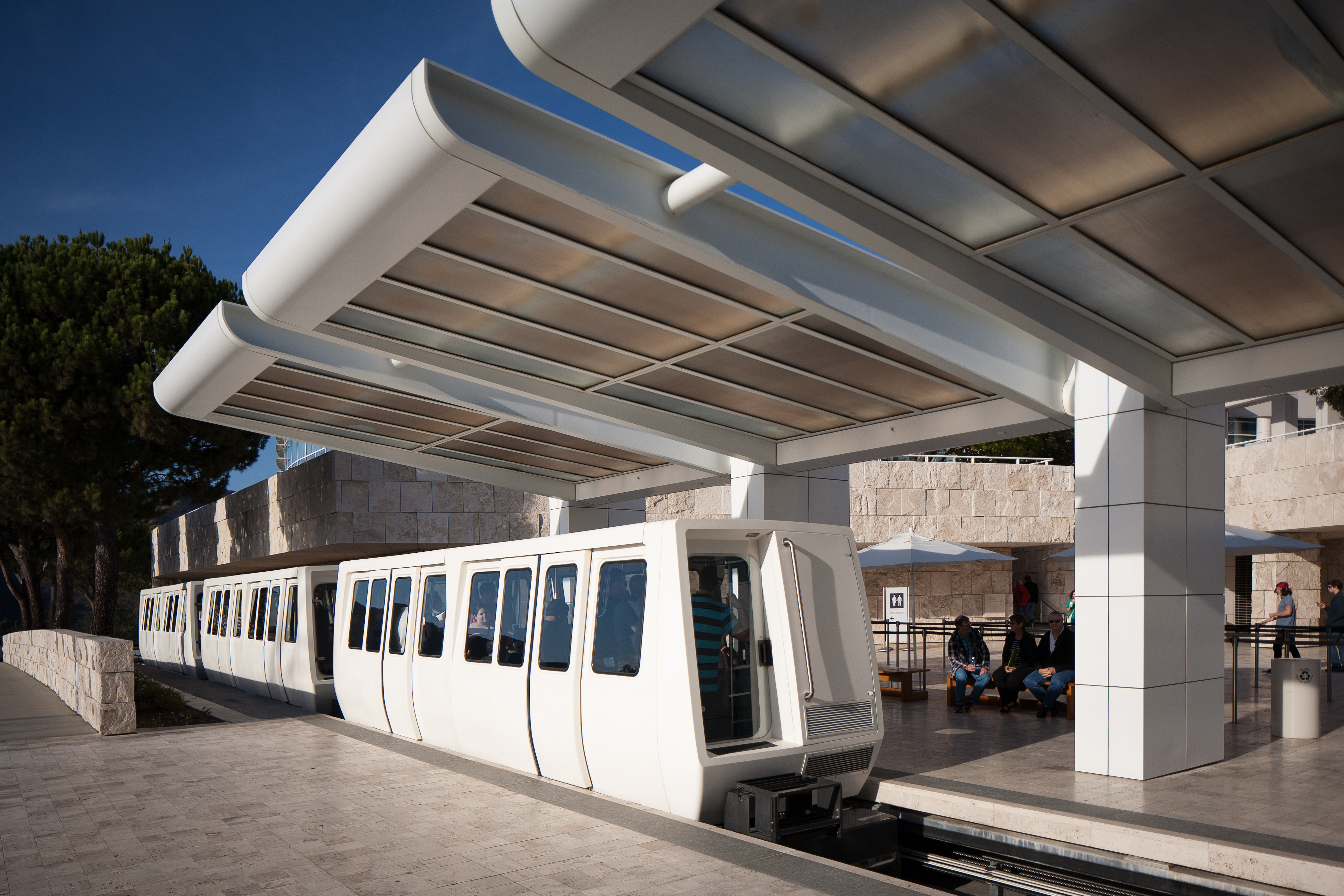
Станція фунікулера

На північному краю території знаходиться круглий трав'яний майданчик, призначений для посадки вертольотів. На південному краю розбито сад кактусів та сукулентів. Місцевість окреслена дорогами, що ведуть до вантажного терміналу та службового гаража з західної та східної сторін від будівель. Схили пагорба засаджені траволистим дубом (Quercus agrifolia).
Центр забезпечений семиповерховим підземним гаражем для відвідувачів, розрахованим на 1200 місць. На даху гаража розташовано сад скульптур. Автоматичний фунікулер з трьох вагонів доправляє відвідувачів від гаража до вершини пагорба.

## Музей
Музей Гетті з показником 1,3 млн осіб на рік є одним з найвідвідуваніших у США. У виставі музею представлені полотна європейських художників до XX століття, малюнки, рукописи, скульптура; роботи американських та європейських фотографів XIX—XX століть.

## Центральний сад

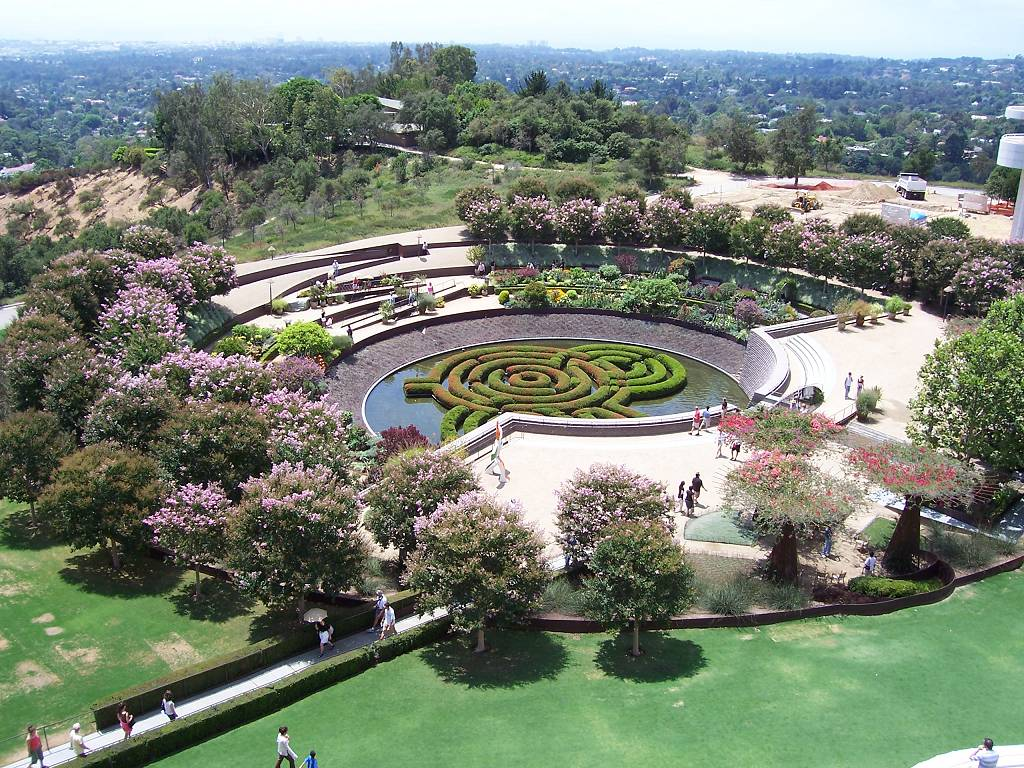
Краєвид на центральний сад від музею

Центральний сад Центру Гетті створено художником Робертом Ірвайном. Сам Ірвайн називав його «скульптурою у формі саду». Головну роль в саду відіграє вода: вона з водограю потрапляє до саду у вигляді водоспаду в гроті, облаштованому в північному мурі. Потім потік спускається схилом до ставка, оточеного азаліями. Русло струмка викладено камінням різного розміру, що створює мінливий звук проточної води. Потім потік розділяється на три частини й під кількома містками впадає у круглий ставок.
2007 року в західній частині саду був створений сад скульптур, що розташувався під навчальним крилом Дослідного інституту Гетті.

## Дослідний інститут Гетті
Дослідний інститут Гетті, що було створено для вивчення образотворчих мистецтв, розташований на захід від музею. Будівля споруджена у формі незамкненого кільця й оточує невеликий садок. Інститут має спеціалізовану бібліотеку з обсягом 900 000 книг. Інститут організовує вистави, займається виданням наукових праць, проводить навчання. На першому поверсі розташована картинна галерея, доступна для відвідувачів.

## Інші будівлі
Крім музею та інституту, Меєр спроектував три інші будівлі: зала засідань, північний та східний павільйони. У них розташовані Інститут збереження предметів мистецтва Гетті, Фонд Гетті та Гетті-Траст. Ці будівлі закриті для відвідувачів, за винятком зали засідань, де проходять громадські заходи.